# Abbazia di Stams
L'abbazia di Stams (in tedesco: Stift Stams) è un monastero cistercense (Zisterziensterabtei) che sorge isolato dominando una vasta spianata nel comune di Stams, nella regione del Tirolo, in Austria.
Appartiene alla diocesi di Innsbruck e nel 1984 la chiesa abbaziale di Nostra Signora venne elevata al rango di basilica minore da papa Giovanni Paolo II.
Rappresenta una delle più importanti abbazie dell'Austria, e uno dei più alti esempi dell'architettura barocca dell'area alpina.

## Descrizione e storia

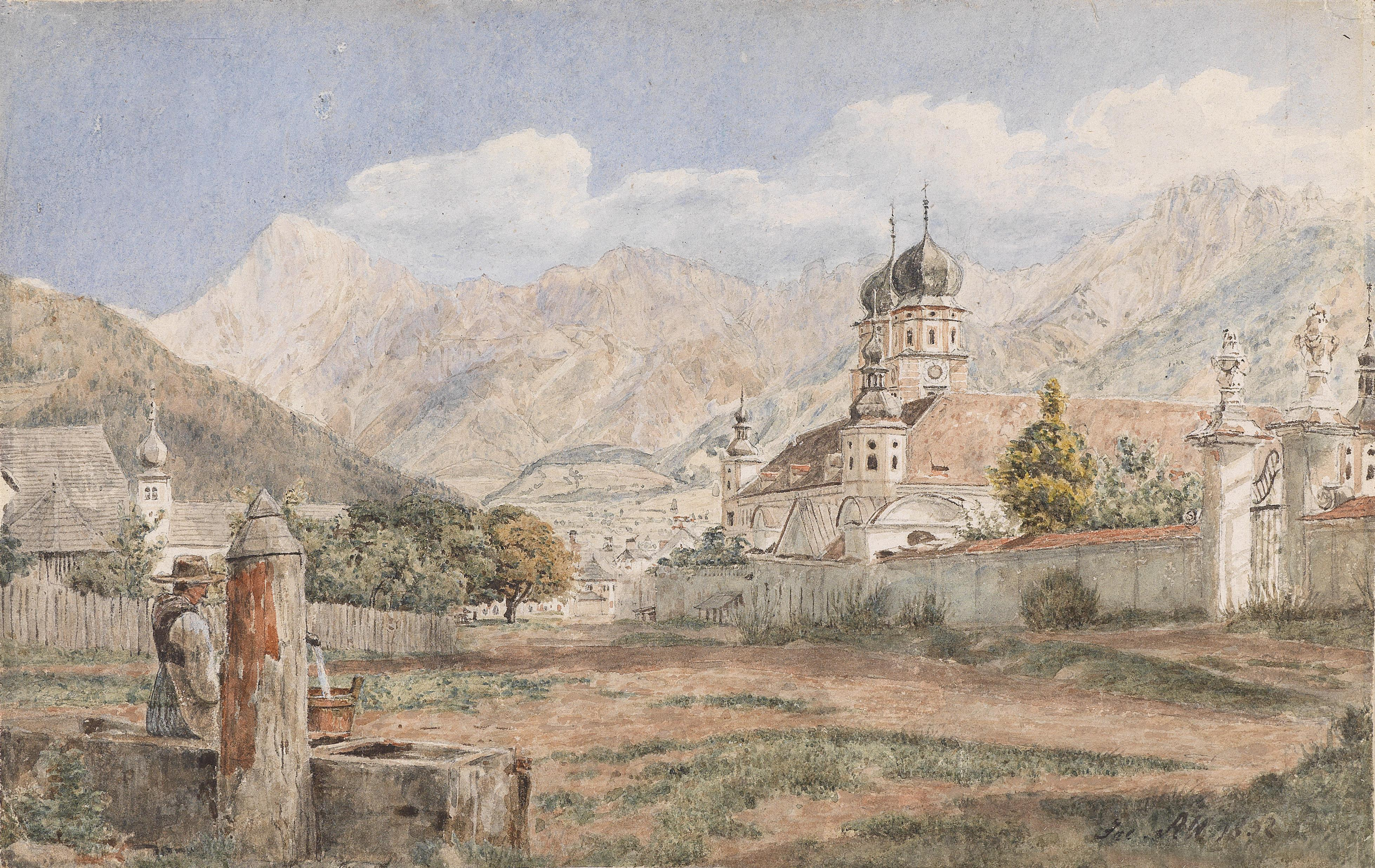
L'abbazia in un acquarello del 1832.

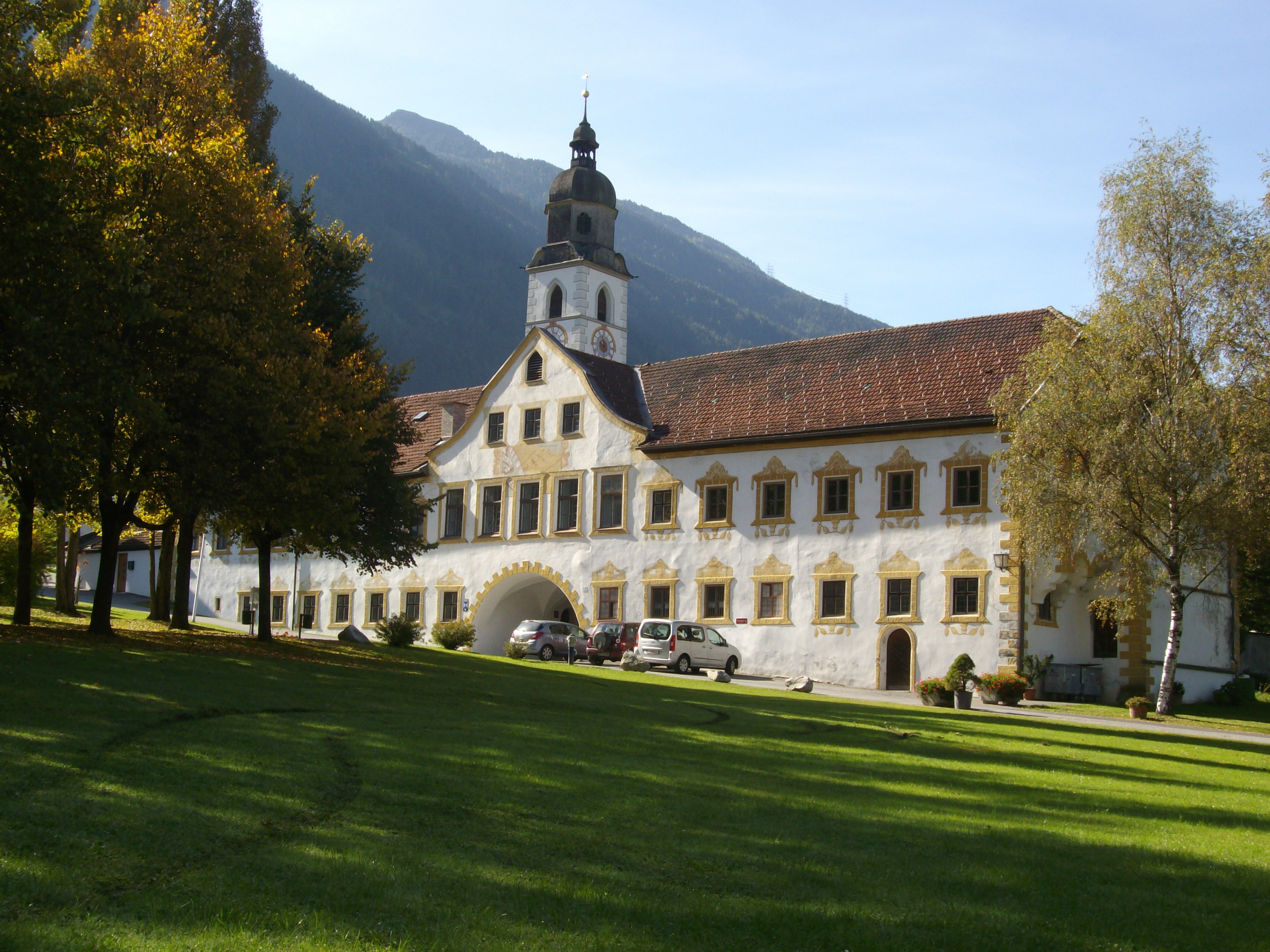
L'abbazia cistercense.

L'abbazia venne fondata nel 1273 da Mainardo II di Tirolo-Gorizia e da sua moglie Elisabetta di Baviera (vedova dell'imperatore Corrado IV) in memoria del figlio Corradino di Svevia, decapitato a Napoli nel 1268.
Il monastero venne affidato ai monaci cistercensi, in filiazione dell'abbazia di Morimond, che la edificarono in stile tardo-romanico. All'inizio popolavano l'abbazia dodici monaci più cinque fratelli laici, sotto la guida dell'abate Enrico di Honstätten, provenienti dal loro monastero madre di Kaisheim in Svevia. I conti del Tirolo incorporarono all'abbazia diverse parrocchie e la elessero come luogo di sepoltura, sostituendola alla Parrocchiale di Bolzano inizialmente prevista a tale funzione. Ben presto l'abbazia divenne un importante centro economico della regione, tanto che dal 1347 al 1350, ospitò la regalia imperiale.
La guerra dei contadini tedeschi del 1525, il saccheggio delle truppe dell'elettore Maurizio di Sassonia del 1552 e il grande incendio del 1593 inflissero notevoli danni all'abbazia, che vide un forte declino con il conseguente grande calo dei monaci (si attesta in certi anni la presenza di soli tre monaci).
Nei primi anni del XVII secolo, tuttavia, l'abbazia ebbe un nuovo impulso sotto l'abate Edmund Zoz (1690-1699), che iniziò la ricostruzione degli edifici erigendo le due caratteristiche torri con copertura "a cipolla" che distinguono l'abbazia nel panorama circostante. All'inizio del XVIII secolo il celebre architetto Georg Anton Gumpp, continuò i lavori intraprendendo una ricostruzione totale del complesso e dandole quell'aspetto barocco che ancora oggi la caratterizza.
Nella seconda metà del Settecento divenne un importante centro musicale, che vide la presenza di musicisti illustri come padre Stamser, Stefan Paluselli, o il viennese Johann Michael Malzat.
Nel 1807 il monastero sollevò il governo bavarese. Nel 1816, dopo il ritorno del Tirolo all'Austria, l'abbazia venne restaurata dall'imperatore Francesco I d'Austria. Nel 1938-39, il monastero fu sciolto e sequestrato dai governanti nazisti, che lo impiegarono per accogliere gli emigranti dell'Alto Adige.
Dopo la fine della seconda guerra mondiale, nel 1945, ritornò ai monaci cistercensi. Nel 1983, la chiesa abbaziale venne elevata da papa Giovanni Paolo II al rango di basilica minore.

## La chiesa abbaziale

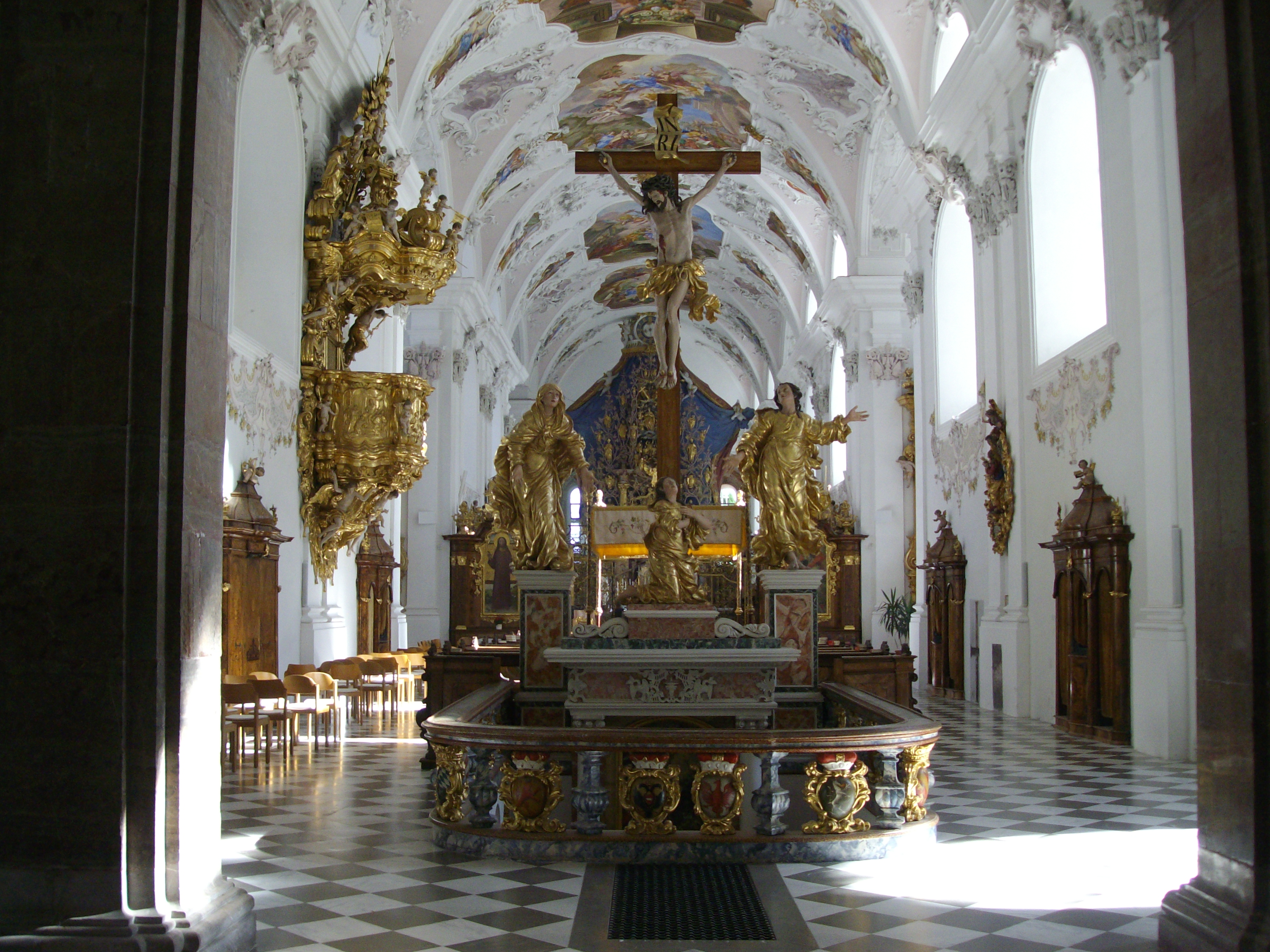
Il prezioso interno della chiesa abbaziale.

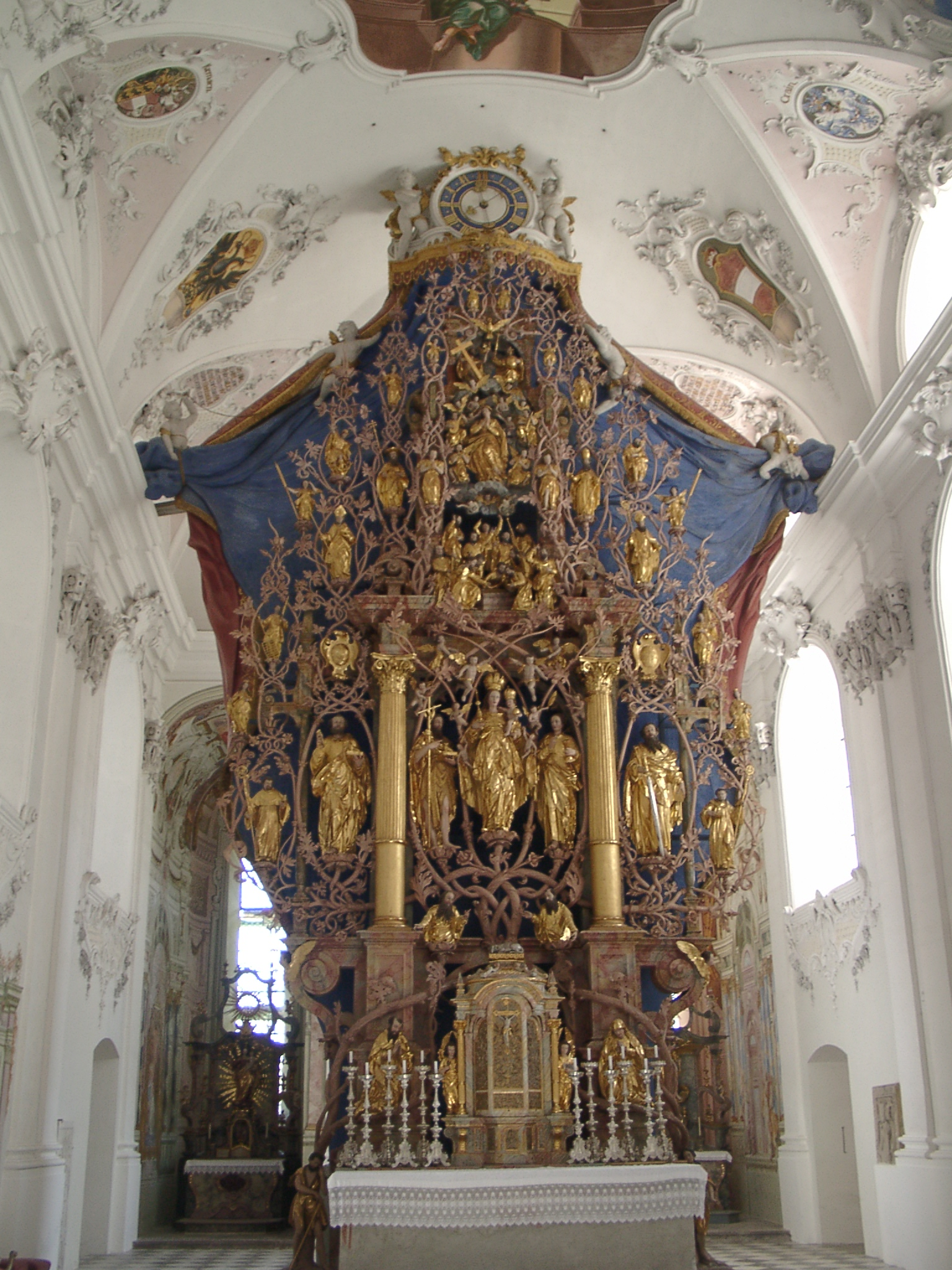
Il grandioso altar maggiore della chiesa abbaziale con lAlbero della Vita, capolavoro di Bartlme Steinle del 1610-13

La chiesa abbaziale, dedicata a Nostra Signora, in origine basilica romanica, venne consacrata la prima volta nel 1284. Tra il 1729 e il 1733 venne ricostruita in stile barocco dal celebre architetto Georg Anton Gumpp, che la ridusse a una sola navata, con transetto e alte cappelle laterali.
La volta della chiesa è una preziosa opera composta da affreschi, con la Vita della Vergine, eseguiti nel 1734 da Johann Georg Wolcker da Augusta, incorniciati da begli stucchi di Franz Xaver Feuchtmayr della Scuola di Wessobrunn.
All'inizio della navata si apre nel pavimento la Fürstengruft, la cripta dei Principi del Tirolo, con le dodici statue dorate dei personaggi ivi inumati, fra le quali quelle di Mainardo II di Tirolo-Gorizia, sua moglie Elisabetta di Baviera, Federico Tascavuota, Sigismondo d'Austria e Bianca Maria Sforza, seconda moglie dell'imperatore Massimiliano I d'Asburgo. La cripta è sovrastata dal grande gruppo della Crocifissione. L'insieme fu realizzato da Andreas Tamasch nel 1681.
In fondo alla navata, una preziosa cancellata in ferro battuto e dorato eseguita nel 1730 da M. Neurauter, chiude la parte più interessante dell'edificio, lo scenografico altare maggiore barocco del 1610-13, in legno scolpito e dorato, capolavoro di Bartlme Steinle da Weilheim, concepito come Albero della Vita dai cui rami spuntano 84 statue di santi.
Lungo la navata vi è il prezioso pulpito in legno intagliato e dorato, opera del 1739 di Andrä Kölle da Fendels.
L'organo barocco venne realizzato da Andreas Jäger da Füssen nel 1757.
A destra dell'ingresso vi è la Heiligenblutkapelle, la cappella del Santissimo Sangue, rifatta da Gumpp nel 1715-17 e chiusa dalla cancellata in ferro battuto e dorato, detta "delle Rose", mirabile opera del 1716 di B. Bachnetzer. L'altare maggiore è di Sigmund Zeller, con statue di Andrä Kölle; gli affreschi sono di Josef Schöpf.

## Palazzo abbaziale

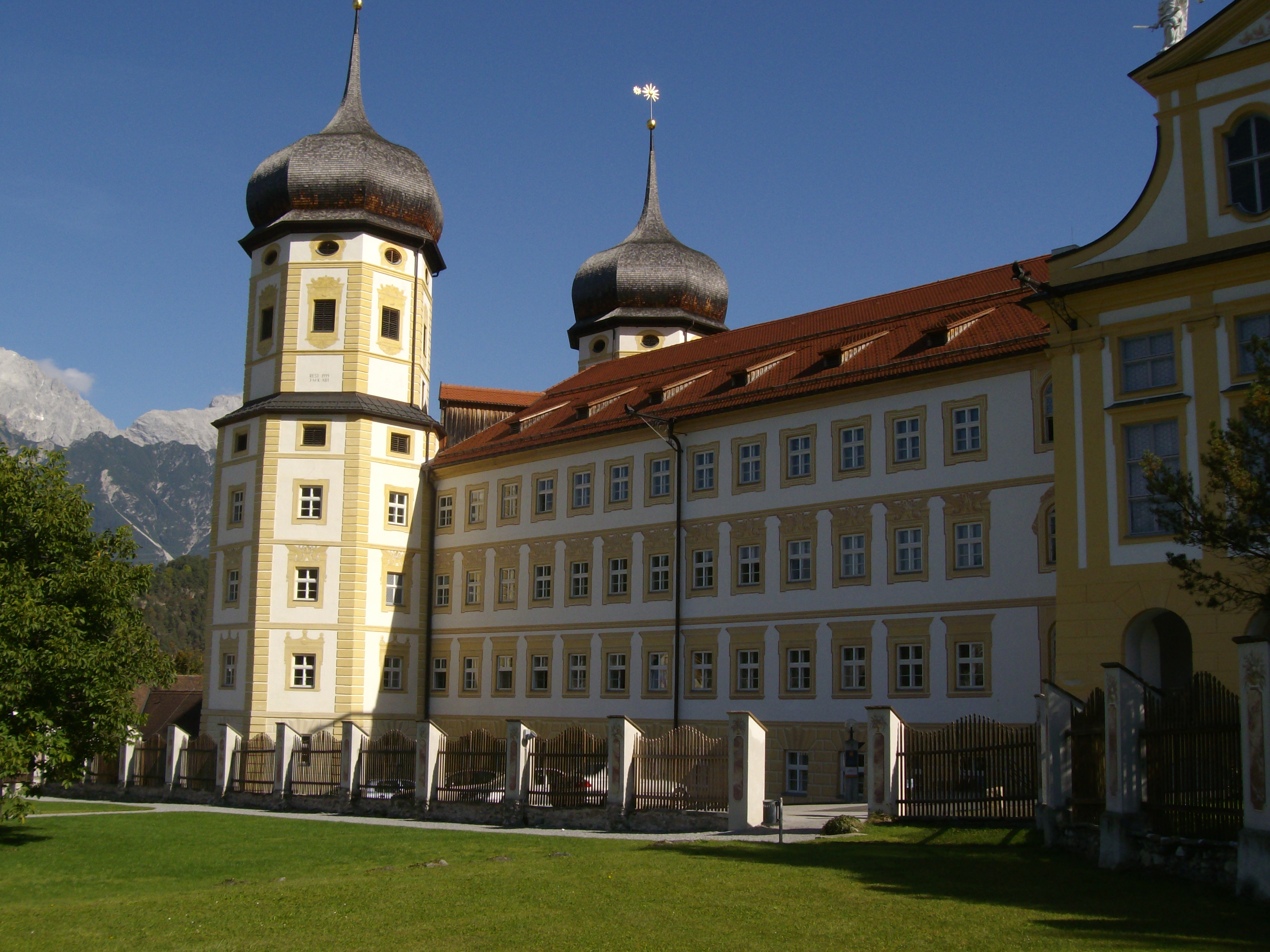
Il palazzo abbaziale.

L'edificio, grandioso, venne rifatto a partire dal 1692 sotto l'abate Edmund Zoz e completato da Gumpp nel 1724.
All'interno si aprono notevoli ambienti, come lo Scalone d'Onore, con pregevole ringhiera in ferro battuto realizzata nel 1727 da B. Bachnetzer, e nell'ala occidentale, occupata dai Fürstenzimmer, appartamenti dei Principi, si conserva la Bernhardisaal, la sala di san Bernardo, realizzata da Gump intorno al 1720, che la concepì su due livelli con il centro del soffitto aperto da una galleria in legno intagliato e dorato. Gli affreschi, con la Vita di san Bernardo, sono stati eseguiti nel 1722 da F. M. Hueber.

## Galleria d'immagini

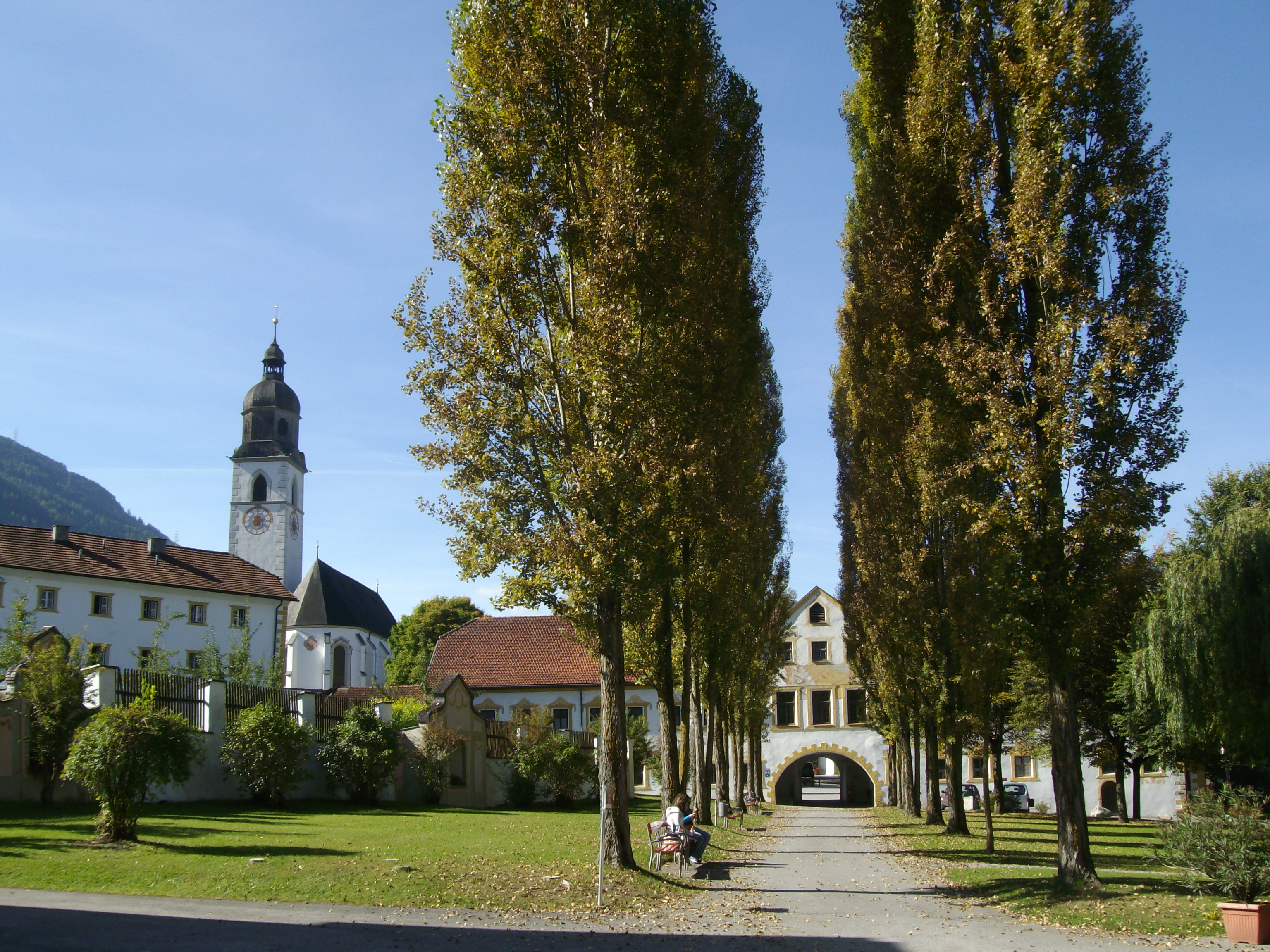
L'abbazia cistercense.
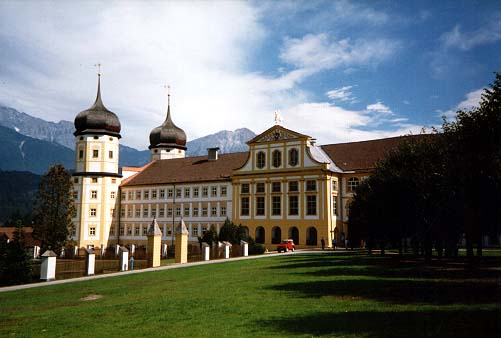
L'abbazia cistercense.
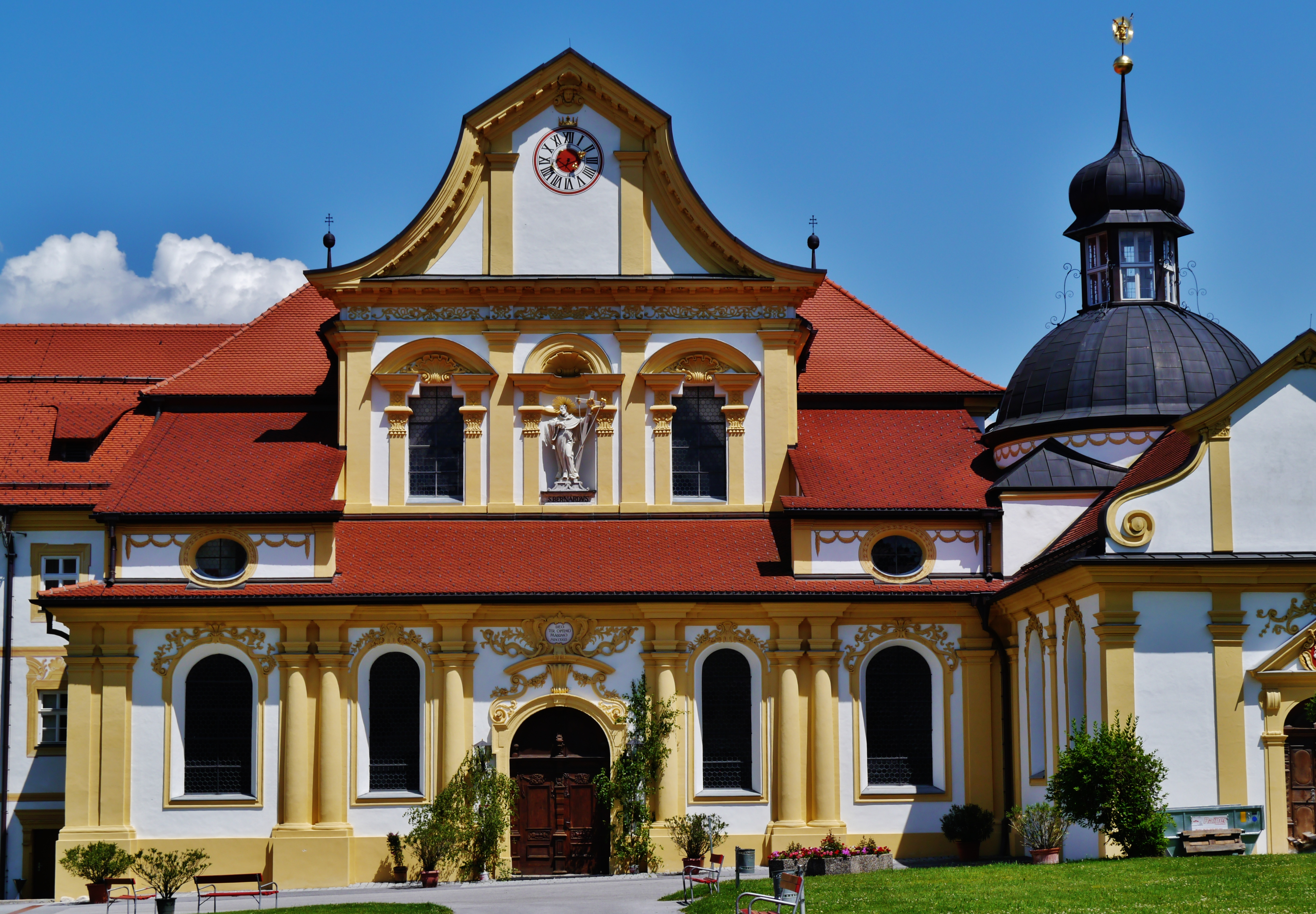
Facciata della chiesa abbaziale.
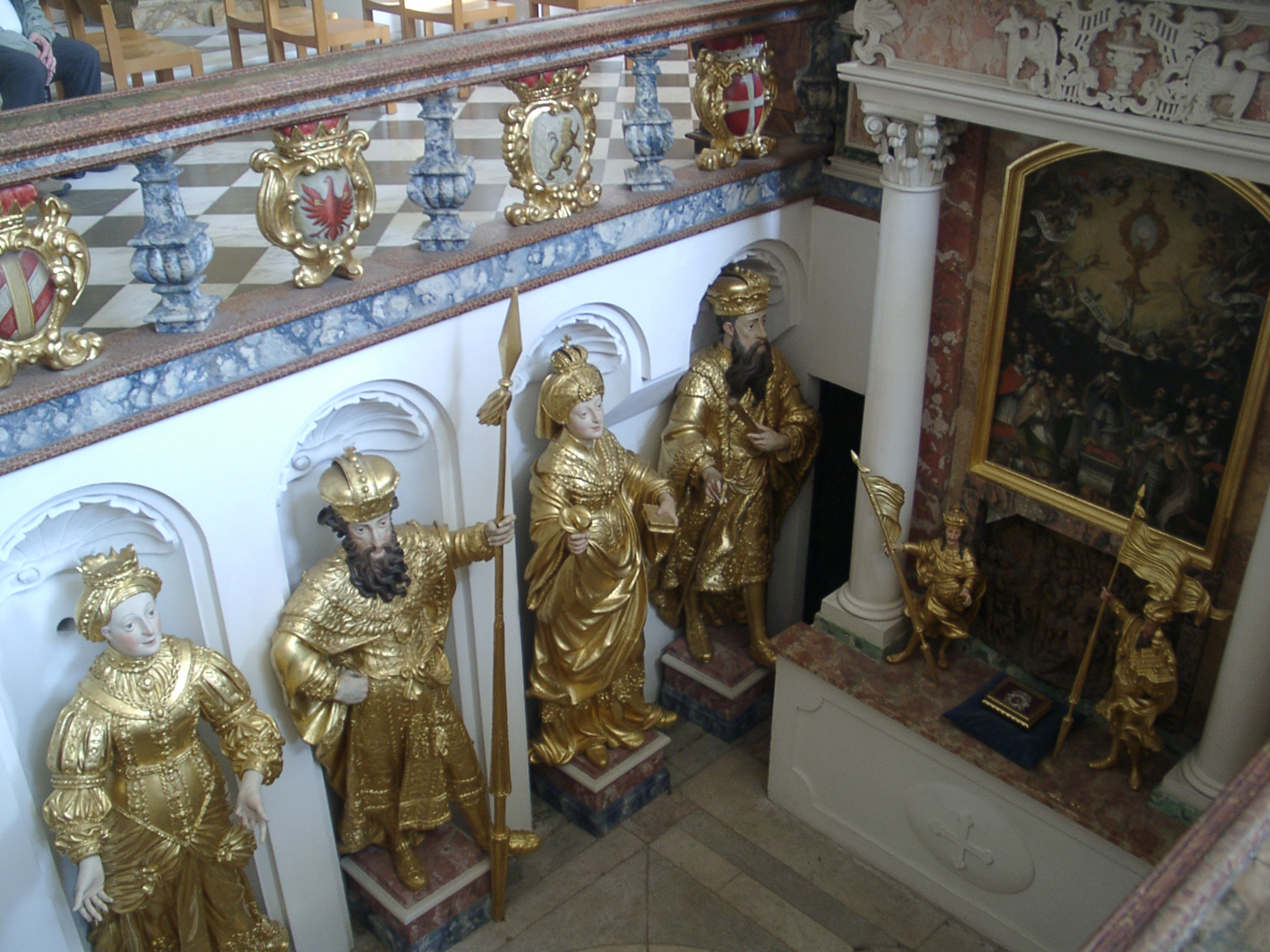
La cripta dei Principi del Tirolo.
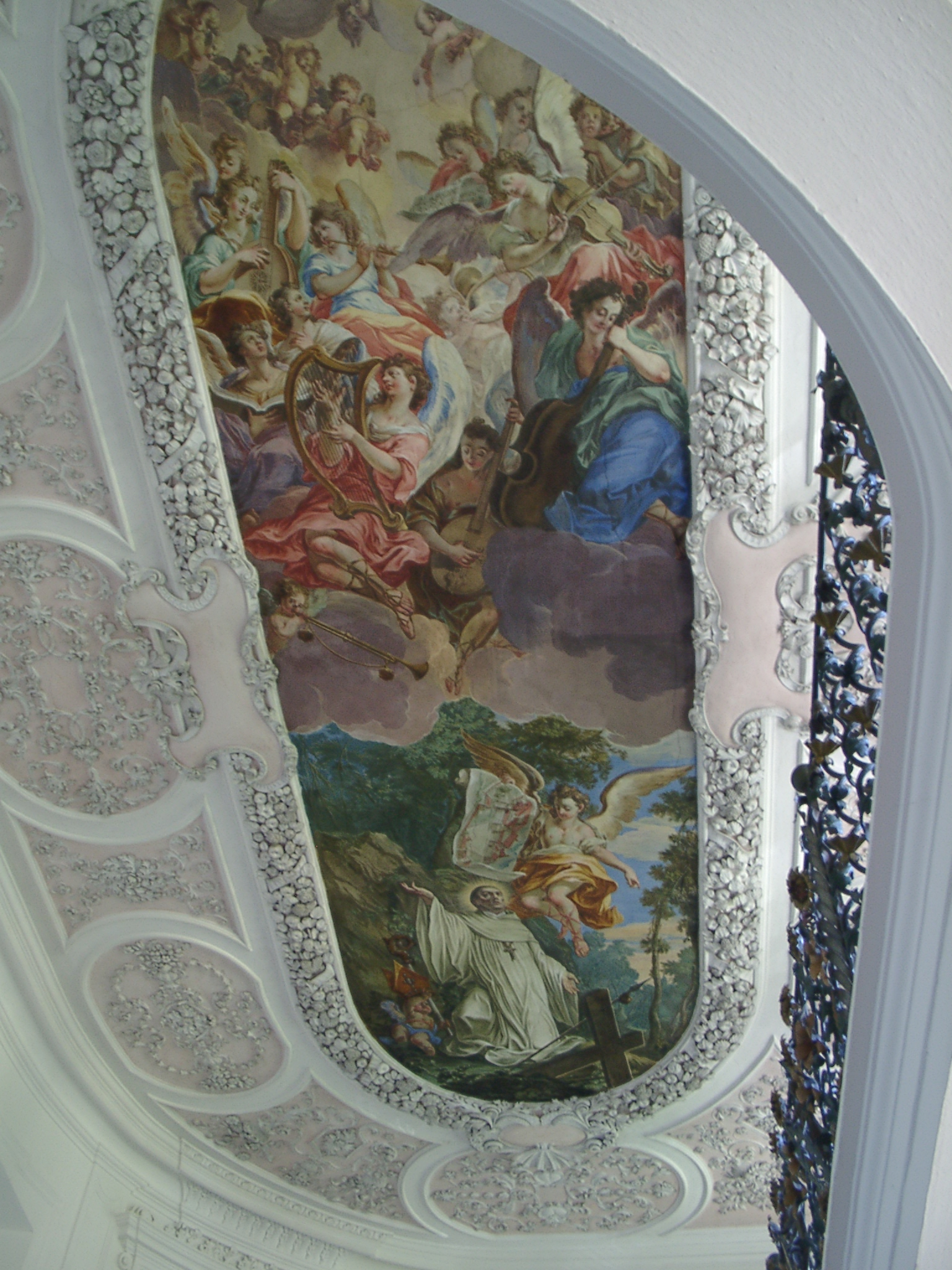
Lo scalone d'Onore del palazzo abbaziale.
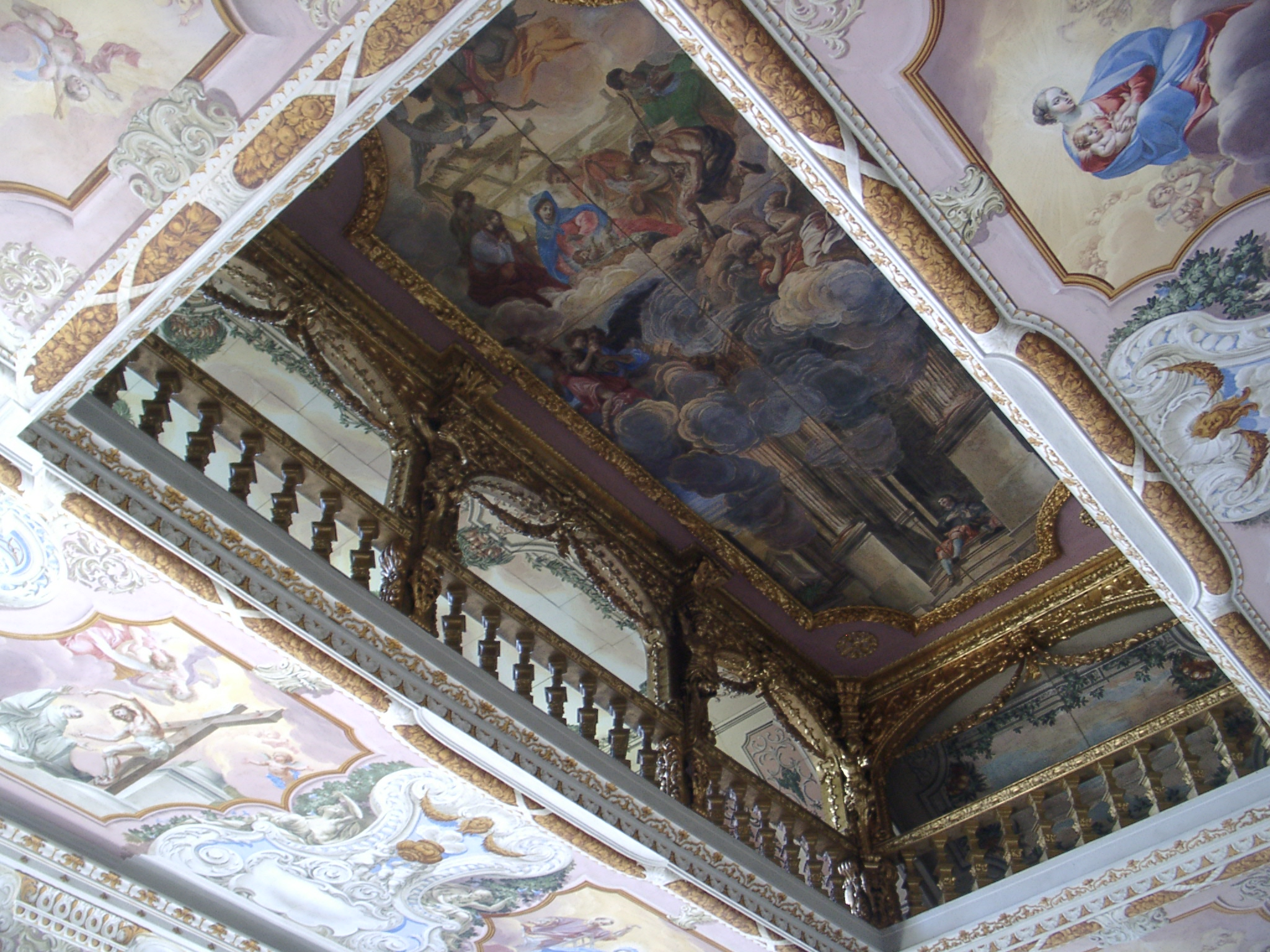
La volta della sala di san Bernardo.